# Michael Blanchy
Michael Blanchy (Verviers, província de Lieja, 24 de setembre de 1981) va ser un ciclista belga, que fou professional del 2002 al 2009.

## Palmarès
- 2002
  - 1r a l'Internationale Wielertrofee Jong Maar Moedig
- 2003
  - 1r a l'Internatie Reningelst
  - Vencedor de 2 etapes a la Volta a la Província de Lieja
  - Vencedor d'una etapa al Tour de Moselle
- 2005
  - Vencedor d'una etapa al Triptyque des Monts et Châteaux
- 2006
  - Vencedor d'una etapa a la Tropicale Amissa Bongo
- 2007
  - 1r al Gran Premi Criquielion